# Epigytholus tuvensis
Epigytholus tuvensis là một loài nhện trong họ Linyphiidae. Chúng được Andrei V. Tanasevitch miêu tả năm 1995, và được thấy ở Mông Cổ và Nga.